# Patère d'Amiens
La patère d'Amiens est un vase décoratif avec manche en bronze émaillé datant de la seconde moitié du Ier siècle, retrouvée dans le centre-ville d'Amiens, dans le département de la Somme. Elle est conservée au musée de Picardie.

## Historique
La patère d'Amiens est découverte par François Vasselle, en 1949, dans les substructions d'une maison romaine située à l'angle de la rue des Trois-Cailloux et de la rue Robert-de-Luzarches, à Amiens, lors de fouilles archéologiques précédant les travaux de reconstruction du centre-ville détruit par les bombardements aériens de 1940.
Elle est classée monument historique le 2 juin 1950, au titre d'objet.

## Caractéristiques
Il s'agit d'un objet précieux, une coupe à boire en bronze, recouverte d’émaux en champlevé, technique qui consiste à creuser le support métallique afin que des alvéoles soient remplies d'émail fondu et durci. C'est un produit caractéristique de l’émaillerie britannique où se lit une inscription, énumérant six stations militaires du secteur occidental du mur d'Hadrien: MAISABALLAVAVXELODVNVMCAMBOG… SBANNAESICA MAIS/ABALLAVA/VXELLODVNVM/CAMBOG(lani)S/BANNA/ESICA.
Sur la panse de la patère, en dessous de l'inscription, on voit une ligne crénelée rouge représentant un mur et ses sept tours formées chacune de quatre rectangles juxtaposés alternativement en bleu et vert. Il s'agit d'une représentation du mur d’Hadrien, ouvrage militaire de 117 km de long, garni de tours de garde et protégé de dix-sept camps retranchés. Une voie romaine, la via Militaris, reliait les forts entre eux. C’est elle qui figure avec les six noms de camps du secteur occidental du mur. 
Il existe trois exemplaires de ces patères ou coupes émaillées avec inscriptions complètes dans le monde romain: une première, la Staffordshire Moorlands Pan, à Carlisle, une seconde à Rudge, en Angleterre, et la troisième à Amiens. Ce genre d'objet était offert aux soldats romains méritants servant le long du limes.